# Денисівська людина

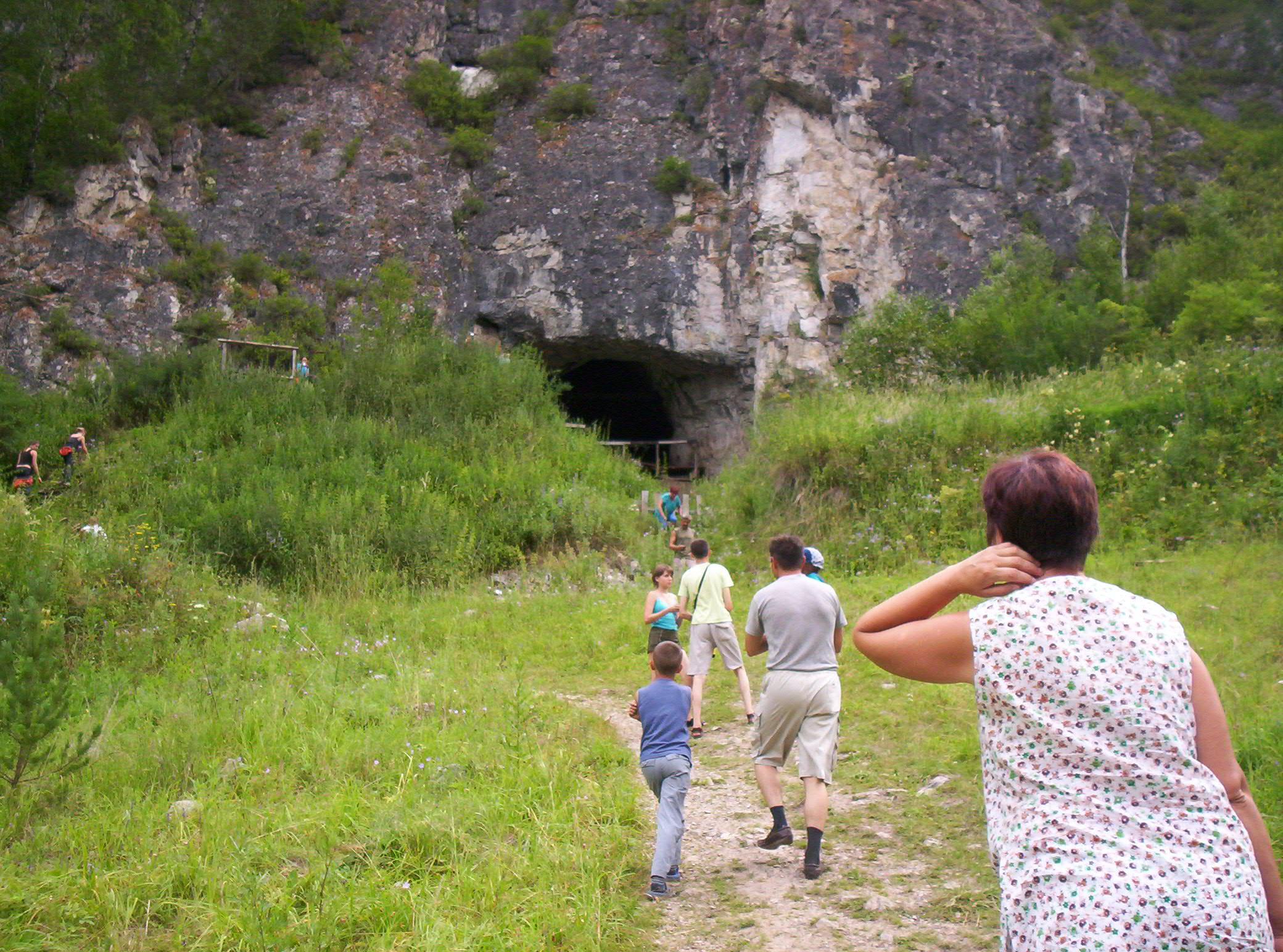
Туристи біля входу до Денисової печери, де було знайдено рештки «Жінки Х».

Денисівська людина (Людина з Денисової печери, Denisova hominin; лат. Homo denisovensis) — імовірно новий вид вимерлих людей, відомий по вкрай фрагментарному матеріалу, виявленому в Денисовій печері (Алтай), а також у печері Байшия у Східному Тибеті. Це другий вид вимерлих представників гомінін, для якого став відомий повний мітохондріальний і майже повний ядерний геноми, які й дозволили пролити світло на приналежність цих решток. Рештки людини з Денісівської печери датуються близько від 217 000 до 50 000 років тому. Найдавніші артефакти з печери зараз оцінюються у 287 000 років. Вчені припускають, що денісівська людина могла жити на Новій Гвінеї до ХІІІ тис. до н. е. Вид жив близько 40 тисяч років тому і мав ареал, що перетинається за часом і місцем з територіями, що населялись неандертальцями і сучасними людьми, проте їх поява викликана міграціями з Африки, відмінними від переселень Homo erectus, неандертальців і сучасних людей.

## Відкриття
Денисова печера вперше була досліджена у 1970-х роках російським палеонтологом Миколою Оводовим, який шукав залишки печерних ведмедів, але знайшов первісні знаряддя праці. 2008 року Михайло Шуньков із Російської академії наук разом із іншими російськими археологами з Інституту археології та етнографії Новосибірська досліджували печеру. Вони знайшли кістку пальців руки неповнолітньої особи гомініні. Артефакти, в тому числі браслет, які були розкопані в печері на тому ж рівні були датовані за допомогою радіовуглецевого аналізу та ізотопному аналізу близько 40 тис. років до нашої ери. Продовжуючи розкопки, вчені дійшли висновку, що діяльність первісних людей у цій печері була безперервною і почалась близько 125 тис. років до нашої ери.

## Викопні рештки
Було знайдено всього три фрагменти: кістка останньої фаланги пальця руки дитини (за результатами секвенування виявилося, що це дівчинка), цілий корінний зуб, що належав молодій особині чоловічої статі (його розміри вкрай великі порівняно з іншими Homo) і фаланга пальця ноги.

## Геном

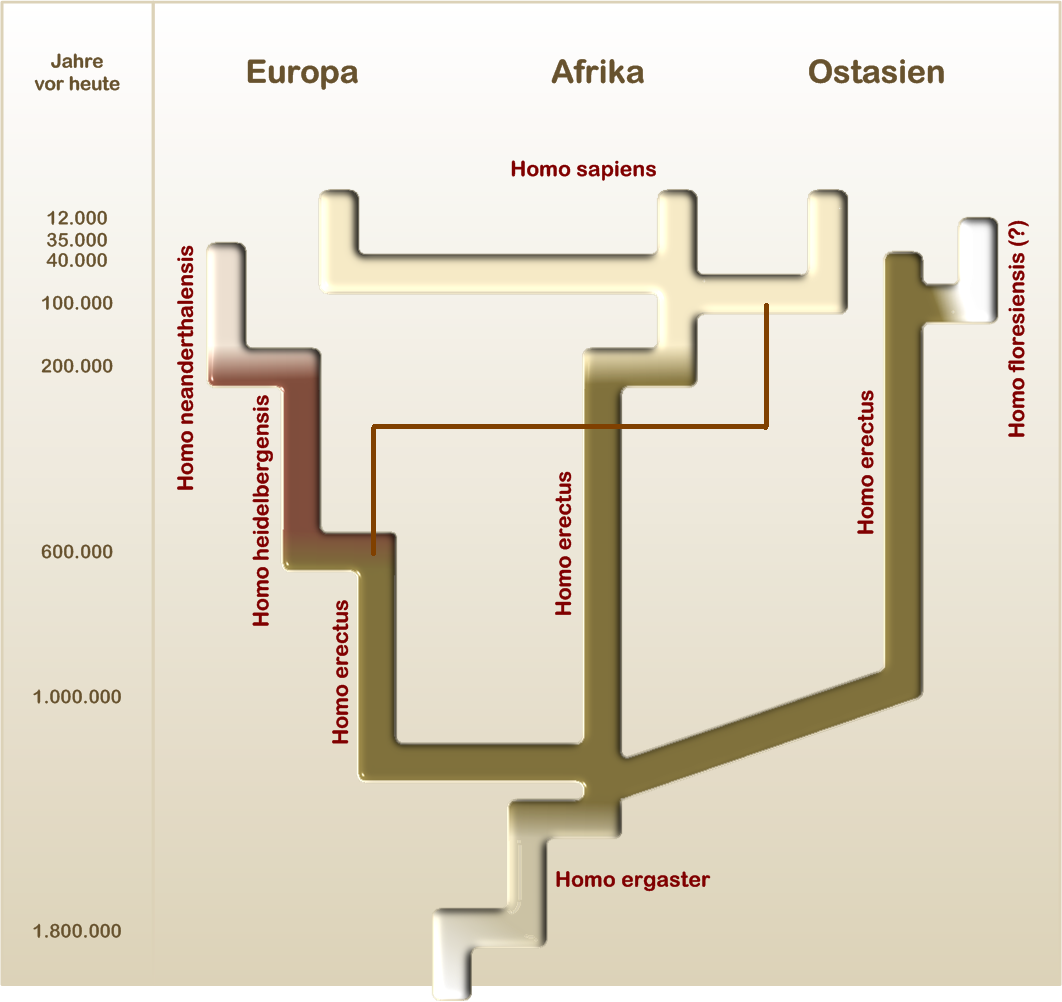
Родовід людини

Генеалогія денисівців, неандертальців і сапієнсів, заснована на порівнянні ядерних геномів. 10 індивідуумів, зверху вниз: денисівець, 4 неандертальці, представники п'яти сучасних народів: бушмен, китаєць, папуас, француз, йоруба

Команда вчених з Лейпцигського Інституту еволюційної антропології товариства Макса Планка під керівництвом шведського біолога Сванте Пяябо (Svante Pääbo) секвенували ДНК, вилучену з фрагмента кістки фаланги дитячого пальця, знайденого в 2008 р. російськими археологами в Денисовій печері на Алтаї. З'ясувалося, що мітохондріальна ДНК цього зразка відрізняється від мтДНК сучасної людини по 385 нуклеотидах, у той час як мітохондріальна ДНК неандертальців відрізняється від ДНК Homo sapiens  по 202 нуклеотидах. Статтю, присвячену цьому відкриттю, було опубліковано в журналі Nature 24 березня 2010 р. Пізніше, коли були оброблені послідовності, пов'язані з ядерним геномом, виявилося, що Денисівська людина все ж ближче до неандертальця, та їх еволюційне розходження відбулося близько 640 тис. років тому.
Вік знахідок, виявлених в печері в тих же самих шарах, був визначений за допомогою радіовуглецевого аналізу в 40 тисяч років.
Геном Денисівської людини, прочитаний начорно в 2010 році, вдалося відсеквенувати «набіло» (з 30-кратним покриттям) завдяки новим методам роботи з стародавньою ДНК. Аналіз Денисівського генома підтвердив, що сапієнси після свого виходу з Африки схрещувалися з архаїчним євразійським населенням — неандертальцями і денисівцями. Дослідження також показало, що денисівці були нечисленною популяцією з украй низьким рівнем генетичної різноманітності. Найважливішим результатом є складання детального каталогу генетичних змін, що закріпилися у сапієнсів після їх відділення від спільних з денисівцями предків. Деякі з цих змін торкнулися генів, що впливають на роботу нейронів і розвиток мозку. Це означає, що між психікою сапієнсів і денисівців могли бути генетично зумовлені розходження.
Знайдено сліди гібридизації Денисовської людини з Homo sapiens. У геномі меланезійців виявлено близько 5 % спільних генів з прочитаним ядерним геномом Денисівської людини. У той же час спільних генів у сучасної людини і неандертальця від 1 % до 4 % у різних популяціях (за винятком Африки, де неандертальські гени практично відсутні).

## Ареал та гібридизація

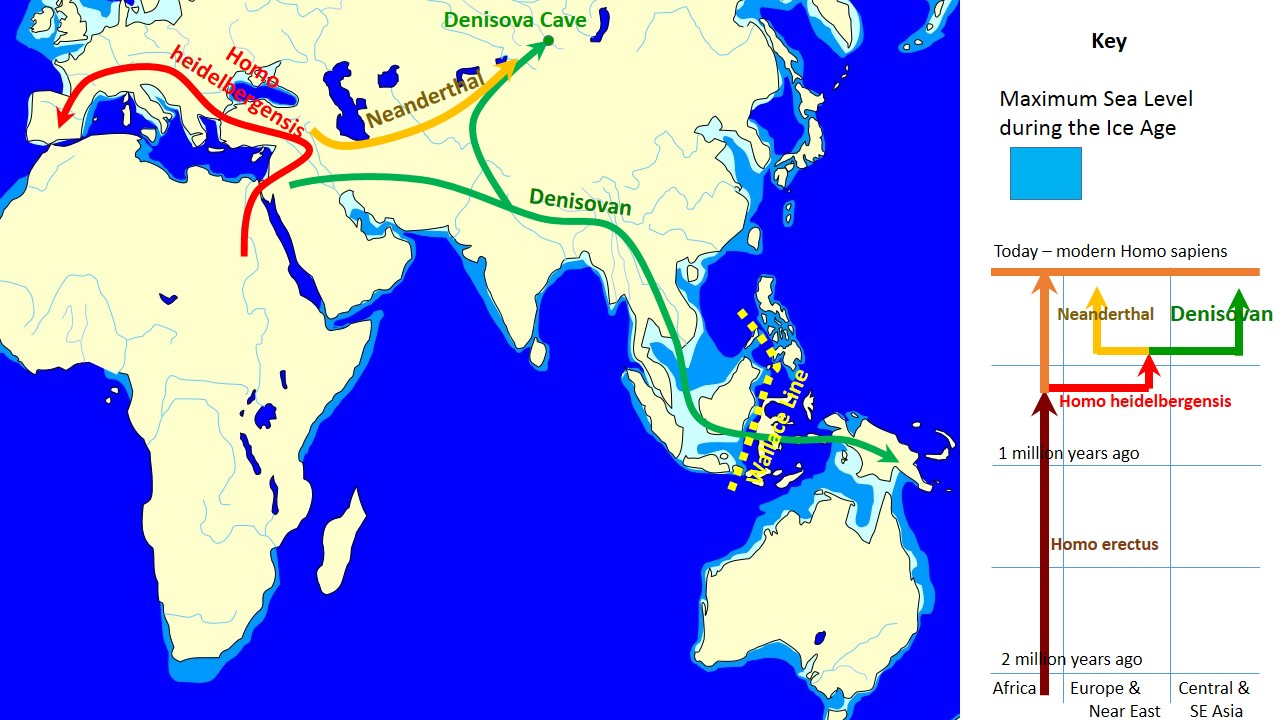
Міграція денисівців

Знайдено сліди гібридизації денисівської людини з Homo sapiens (сучасною людиною). У геномі меланезійців виявлено близько 5 % загальних генів з прочитаним ядерним геномом денисівської людини. У той же час загальних генів у сучасної людини і неандертальця від 1 % до 4 % у різних популяціях (за винятком корінних жителів Африки, у яких неандертальські гени відсутні).
Неандертальський «спадок» найбільш виражено в генах жителів Європи і Пакистану, Денисовскої людини — у мешканців південно-тихоокеанського регіону, що побічно вказує на територіальний розподіл (ареал) цих видів.Не можна виключати, що унікальні мови папуасів Нової Гвінеї також пов'язані зі спадком денисовців.
Поява денисівців в Азії імовірно викликано міграціями з Африки, відмінними від переселень Homo erectus, неандертальців і сучасних людей. «Денисовці виселилися з Африки раніше людини, від Індонезії дійшли до Янцзи і можливо піднялися за течією вгору», — каже академік В. В. Іванов.
У 2013 році антропологи оголосили про те, що в давнину денисівці самостійно перетнули лінію Уоллеса . До такого висновку вони дійшли, проаналізувавши дані по наявності в геномі населення південно-східної Азії слідів генома денисівської людини
Згідно з ДНК-дослідженням 2013 року, денисівці поряд з неандертальцями передали частину генома сучасним людям; також встановлено, що неандертальці схрещувалися з анатомічно сучасними людьми і денісівцями, анатомічно сучасні люди — з денісівцями, крім того, денисівці схрещувалися з якимось четвертим, раніше невідомим видом людей.

## Археологічні знахідки
Ближче до одинадцятого шару Денисової печери були знайдені мініатюрні кам'яні голки з кісток птахів з просвердленим вушком, намистини з шкаралупи страусиного яйця, намиста із зубів тварин, підвіски з черепашок, прикраси з виробного каменю. Жіночий браслет, виявлений в печері, був зроблений з досить крихкого каменю хлорітоліта, найближчі виходи порід якого зафіксовані на Рудному Алтаї на кордоні з Казахстаном за двісті кілометрів звідси. Для обробки каменю застосовувалися прийоми, абсолютно нетипові для ранньої стадії верхнього палеоліту: станкове свердління, внутрішнє розточування, шліфування та полірування. Набір технічних прийомів, що застосовувалися денисівцями більш як 45000 років тому, у людей сучасного виду типовий для набагато більш пізньої епохи — бронзової доби.

## Генетика
Айта Магбукон, має найвищий рівень денисівської ДНК, значно більше, ніж папуаські горяни, раніше відомі як сучасне населення з найвищим рівнем денисівського походження, відзначили вчені зі Швеції.